# 244
Évszázadok: 2. század – 3. század – 4. század
Évtizedek: 190-es évek – 200-as évek – 210-es évek – 220-as évek – 230-as évek – 240-es évek – 250-es évek – 260-as évek – 270-es évek – 280-as évek – 290-es évek
Évek: 239 – 240 – 241 – 242 –  243 – 244 – 245 – 246 – 247 – 248 – 249

## Események

### Római Birodalom
- Tiberius Pollienus Armenius Peregrinust és Fulvius Aemilianust választják consulnak.
- Észak-Mezopotámia visszafoglalása után a rómaiak továbbnyomulnak Ktésziphón, a szászánida főváros irányába. I. Sápur szászánida király ellentámadást indít és megfutamítja a rómaiakat. A 19. éves III. Gordianus császár elesik a csatában vagy a vereség után a lázongó katonák meggyilkolják.
- Philippus Arabs praetoriánus prefektus császárrá kiáltja ki magát. Gyorsan békét köt a perzsákkal: a korábbi határ visszaállításának fejében elismeri Örményország perzsa befolyási zónába való kerülését és 500 ezer arany denarius hadisarcot fizet.
- Philippus Arabs a keleti provinciák kormányzójává (rector Orientis) nevezi ki fivérét, Caius Iulius Priscust, majd sietve Rómába utazik, hogy elismertesse trónigényét a szenátussal. Miután célját elérte, caesari (trónörökösi) rangot adományoz 7 éves fiának, Philippusnak.
- Philippus Arabs szíriai szülővárosát átnevezi Philippopolisra és látványos építkezésekbe kezd. Hogy erre, a katonák lefizetésére és a perzsa hadisarcra elegendő anyagi forrása legyen, leértékeli a pénzt, megemeli az adókat és megszünteti az északi barbár törzseknek adott juttatásokat.
- A perzsa hadjáratban részt vevő Plótinosz Rómába költözik és megalapítja neoplatonista filozófiai iskoláját.
- Az arábiai Bosztra püspökének, Berüllosznak adopcianista nézetei (miszerint Jézus megkeresztelése előtt közönséges ember volt és azelőtt nem létezett istenségként) széles körben terjednek. Alexandriai Órigenész az ún. arábiai zsinaton meggyőzi őt, hogy ez eretnekség és a püspök visszatér az ortodoxiához.

### Ázsia
- Cao Sang, Vej régense hadjáratot indít a déli Su Han állam ellen, bár régenstársa, Sze-ma Ji ellenzi vállalkozását. A támadás csúfos kudarcba fullad.
- Miután két évvel korábban a koreai Kogurjo királya, Tongcshon betört a Vejhez tartozó Liaotung-félszigetre, a tartomány kormányzója, Kuan-csiu Csien ellentámadást indít, legyőzi a kogurjói hadsereget és elfoglalja a fővárost, Hvandót.

## Születések
- december 22. – Diocletianus római császár († 311)

## Halálozások
- február 11. – III. Gordianus római császár (* 225)

## Fordítás
Ez a szócikk részben vagy egészben  a(z)   244 című angol Wikipédia-szócikk ezen változatának fordításán alapul.  Az eredeti cikk szerkesztőit annak laptörténete sorolja fel. Ez a jelzés csupán a megfogalmazás eredetét és a szerzői jogokat jelzi, nem szolgál a cikkben szereplő információk forrásmegjelöléseként.